# ニセフチトリゲンゴロウ
Cybister gueriniは、コウチュウ目ゲンゴロウ科ゲンゴロウ亜科ゲンゴロウ属の水生昆虫。

## 形態
フチトリゲンゴロウ C.limbatusに体形・色彩が酷似しておりオス交尾器を見ないと正確には判別できないが、本種の方が丸っこく若干小型である。また、C.limbatusと非常に似ているため過去に混同されてきたようでタイプ標本の精査が必要と指摘されている。日本産のフチトリゲンゴロウは常にC.limbatusとされてきているが、本種とC.limbatusの2種が含まれている可能性がある。さらに、かつて「タイ産フチトリゲンゴロウ」として流通していた種類は東邦大学理学部教授・久保田宗一郎によりフチトリゲンゴロウでもヒメフチトリゲンゴロウでも本種でもない未記載種である可能性が指摘されている。

## 分布
中国南部・東南アジア・南アジアに生息する。だが、この分布はC.limbatusと重なる。

## 近縁種
フチトリゲンゴロウ C.limbatus 本種と酷似する。日本では南西諸島に分布する種で、オオゲンゴロウと並ぶ大型種。「国内希少野生動植物種」に指定され、捕獲・採取・譲渡（販売など）が原則禁止されている。
ヒメフチトリゲンゴロウ C.rugosus 佐藤 (1984b) によってヒメフチトリゲンゴロウが記録されるまで国内ではフチトリゲンゴロウと混同されていたものと思われる。